# Herzindex
Der Herzindex (HI), „kardialer Index“, auch englisch  cardiac index (CI), alte Bezeichnung Herzarbeitsindex, ist ein Parameter zur Beurteilung der Herzleistung und berechnet sich als Quotient aus dem Herzzeitvolumen (gemessen in Litern pro Minute) und der Körperoberfläche (gemessen in Quadratmetern). Der Herzindex ist das „Herzminutenvolumen pro Quadratmeter Körperoberfläche“, also „das auf einen Quadratmeter Körperoberfläche berechnete Herzminutenvolumen“ oder „der auf die Körperoberfläche normalisierte Wert“ des Herzzeitvolumens.
Die übliche Einheit ist l/min/m2 [wegen fehlender Klammern: korrekt (l/min)/m2 = l/(m2min) = mm/min oder ebenfalls korrekt l×min−1×m−2=mm/min].
Eine wichtige Rolle spielt der Herzindex zum Monitoring der Hämodynamik und der Kreislaufdaten von Patienten auf Intensivstationen und auch in der Sportmedizin. Der Herzindex kann z. B. mit Hilfe eines PiCCO gemessen werden.

## Berechnung
{\displaystyle \mathrm {HI} ={\frac {\mathrm {HMV} }{\mathrm {K{\ddot {O}}} }}={\frac {\mathrm {SV} \cdot \mathrm {HF} }{\mathrm {K{\ddot {O}}} }}}
mit
HI = Herzindex = HZV/KOF = CO/BSA = (englisch) Cardiac Index = CI
HMV = Herzminutenvolumen = HZV = Herzzeitvolumen = (englisch) Cardiac output = CO = Schlagvolumen × Herzfrequenz = Herzleistung : Blutdruck = Blutdruck : peripherer Widerstand
KÖ = Körperoberfläche = KOF = (englisch) Body Surface Area = BSA
SV = Schlagvolumen = Herzarbeit : Blutdruck = enddiastolisches Höhlenvolumen × Netto-Ejektionsfraktion
HF = Herzfrequenz = Herzleistung : Herzarbeit = 1 : Herzschlagdauer = Herzzeitvolumen : Schlagvolumen

## Normalwerte
Als Normalwerte für den Herzindex werden in der Literatur 2,5 bis 4 (l/min)/m2  oder alternativ 3,0 bis 3,3 mm/min angegeben. Die Grenzwerte des Herzindex liegen bei Erwachsenen zwischen 1,2 und 5,5 mm/min. Beim kardiogenen Schock ist der Herzindex kleiner als 2 mm/min.

## Geschichte
Die „Reduzierung des Herzminutenvolumens auf die Körperoberfläche“ und die Bezeichnung kardialer Index gehen auf eine Arbeit von Taylor und Tiede aus dem Jahre 1952 zurück.

## Schlagvolumenindex
Der Schlagvolumenindex schwankt bei Frauen zwischen 22 und 48 ml/m2 und bei Männern zwischen 28 und 52 ml/m2. Dieser Schlagvolumenindex SVI ist der Quotient aus Schlagvolumen und Körperoberfläche. Das Schlagvolumen wird auf die Körperoberfläche bezogen.
F. Burkart und Barbara Heierli gaben in einer Tabelle über „Vergleichende Literaturangaben der Normalwerte kardialer Volumina“ unterschiedliche Werte für den Schlagvolumenindex mit Schwankungen zwischen 30 und 65 ml/m² an.
Die Dimension des Schlagvolumenindex ist L³/L² = L. Die Maßeinheit ml/m² kann man ebenfalls kürzen, mit dem Ergebnis µm.

## Bewertung
Eine Erhöhung des Herzindex tritt bei Tachykardien, bei einer beginnenden Sepsis, bei Fieber, bei Anämien oder im Rahmen einer Hyperthyreose auf.
Zu einer Erniedrigung des Herzindex kommt es bei einer Hypovolämie, im kardiogenen Schock, bei einer Hypothyreose und bei einer Herzinsuffizienz. Bei manifester Linksherzinsuffizienz ist der Herzindex kleiner als 2,2 mm/min.
Walter Bleifeld beobachtete noch 1974 eine Letalität seiner Herzinfarkt-Patienten von über 70 %, wenn der Herzindex kleiner als 1,8 mm/min war.
Bei gleicher Herzleistung und zunehmender Herzinsuffizienz mit Ödemen verkleinern sich der Herzindex und der Schlagvolumenindex allein durch die Zunahme der Körperoberfläche, weil diese im Nenner steht.